# Челюскинцы (фильм)
«Челю́скинцы» — советский художественный фильм Михаила Ершова о гибели парохода «Челюскин», снятый в 1984 году. В основу сюжетной линии положена судьба экипажа и участников экспедиции, высадившихся на дрейфующую льдину и продержавшихся на ней два месяца после того, как затонул пароход «Челюскин».
Премьера фильма в СССР состоялась в марте 1985 года.

## Сюжет
Челюскинцы — участники ледового плавания на судне «Челюскин» в Арктике.
10 августа 1933 года из Мурманска вышел ледокольный пароход «Челюскин». Цель похода — освоение трассы Северного морского пути и научные наблюдения в Северном Ледовитом океане. Начальник экспедиции — О. Ю. Шмидт (Александр Лазарев), капитан — В. И. Воронин (Пётр Вельяминов), радист — Э. Т. Кренкель (Валерий Кравченко).
В феврале 1934 года «Челюскин» был раздавлен льдами и затонул в Чукотском море. Экипаж судна и участники научной экспедиции (всего 104 человека) высадились на дрейфующую льдину, на которой продержались два месяца.
Как жили люди на льдине? Чем занимали себя? Как отгоняли мрачные мысли?
Кроме работы, в хорошую погоду устраивали вылазки на лыжах, расчищали площадку для спасательных самолётов от острых льдин. Читали, устраивали творческие вечера, розыгрыши, создали хор.
Больше месяца полярные лётчики вывозили людей на материк. 13 апреля 1934 года последняя группа, в том числе капитан Воронин, покинула ледовый лагерь.

## В ролях
- Александр Лазарев — О. Ю. Шмидт, начальник экспедиции
- Пётр Вельяминов — Воронин, капитан парохода «Челюскин»
- Игорь Комаров — Бобров
- Валерий Кравченко — Кренкель, радист
- Евгений Леонов-Гладышев — Могилевич, завхоз экспедиции (в титрах указан как — Могилевский)
- Семён Морозов — Скворцов
- Юрий Лазарев — Ушаков, географ
- Георгий Тейх — Крылов, академик
- Александр Алексеев — Леваневский, лётчик
- Геннадий Черняев — Ляпидевский, лётчик
- Валерий Комиссаров — Молоков, лётчик
- Владимир Осипчук — Каманин, лётчик
- Леонид Жеребцов — Доронин, лётчик
- Пётр Дроцкий — Водопьянов, лётчик
- Евгений Гвоздев — С. М. Киров
- Олег Белонучкин — В. В. Куйбышев

## Участники экспедиции на «Челюскине»
- Виктор Павлов — Никитин, врач
- Анастасия Петропавловская — Оля Васильева
- Елена Антонова — Наташа
- Сергей Данилин — Сима Иванов, радист
- Альберт Печников — Решетников, художник
- Валерий Козинец — Загорский, боцман
- Г. Багдасаров — Погосов
- Олег Корчиков — Колесниченко
- Приходько Владимир — Березин, строитель
- Юрий Соловьёв — Василий Васильев, геодезист
- Елена Павловская — Васильева
- Рудольф Челищев — П. Буйко
- Л. Зуева — Л. Буйко
- Николай Федорцов — Бабушкин, лётчик
- Герман Орлов — Шпаковский, аэролог
- Василий Корзун — Марков, 2-й помощник капитана
- Николай Карпиленко — Вася Синцов
- Станислав Фесюнов — Факидов
- Александр Липов — Комов
- Татьяна Иванова — Комова
- Людмила Молокова — Лобза
- А. Фокин — Хмызников, гидрограф
- А. Шервуд — Гаккель, геодезист
- Виталий Щенников — Канцын
- Алексей Кожевников — Зверев
- Александр Пашкевич — Шафран, кинооператор
- Виталий Матвеев — Кудрявцев

## В эпизодах
- Виталий Баганов — Сергей
- Азамат Багиров — Уншлихт
- А. Баранов — эпизод
- Александр Бахаревский — эпизод
- Юрий Башков — член экспедиции
- Игорь Боголюбов — Бутаков
- Сергей Гальцев — эпизод
- Юрий Гамзин — эпизод
- Е. Глущевский — эпизод
- Юрий Гурьянов — эпизод
- Альберт Дёмин — эпизод
- Анатолий Дубинкин — эпизод
- Дюков Владимир — Александр Антонович
- Игорь Ефимов — Янсон
- Валентин Жиляев — Клайд Армстед
- Юрий Каменев — эпизод
- Наталья Каресли — радистка на Большой земле
- Владимир Карпенко — член экспедиции
- Тариел Кения — Ворошилов
- Светлана Киреева — эпизод
- Юрий Крюков — эпизод
- Николай Кузьмин — плотник
- Владимир Марков — «Борода», строитель
- Миронов Валерий — матрос
- Герман Колушкин — Ширшов, гидробиолог

## Съёмочная группа
- Автор сценария — Оскар Курганов
- Режиссёр-постановщик — Михаил Ершов
- Оператор-постановщик — Николай Жилин
- Художник-постановщик — Михаил Иванов
- Композитор — Олег Хромушин
- Директор — Николай Неёлов